# DW Stadium
DW Stadium je stadion, ki se nahaja v kompleksu Robin Park v Newtownu, Wigan, Greater Manchester. Stadion uporabljata ragbijska ekipa Wigan Warriors ter nogometni klub Wigan Athletic F.C. Stadion je poimenovan po njegovem glavnem sponzorju, prodajalcu športne opreme JJB Sports (katerega predsednik, David Whelan, je lastnik Wigan Athletica).

## Stadion
Stadion je zgrajen po zadnjih standardih, saj so na njem samo sedišča, ki omogočajo ogled 25.135 gledalcem. Streha je izdelana iz jeklene konstrukcije in pokriva terasaste tribune, ki so nameščene v obliki pravokotnika, na vogalih pa so odprte.
Pri tekmah obeh klubov so nasprotnikovi navijači razporejeni na severni tribuni, za golom, na kateri je prostora za 5.418 gledalcev.
Podlaga igrišča je naravna trava, v katero je primešano za 2% sintetičnih vlaken. Podlaga je peščena, pod travo pa je napeljan ogrevalni sistem ter sistem za zalivanje ter odvajanje odvečne vode.

### Sediščne kapacitete
- Vzhodna tribuna: 8.205
- Zahodna tribuna: 6.100
- Južna tribuna: 5.412
- Severna tribuna: 5.418

## Zgodovina
Wigan Athletic je pred izgradnjo tega stadiona 102 leti igral na stadionu Springfield Park, pred letom 1932 kot Wigan Borough.
Stadion je zgradilo podjetje Alfred McAlpine, dokončan pa je bil avgusta 1999. Prva tekma Wigan Athletica na tem stadionu je bila prijateljska tekma proti klubu Morecambe, tik pred uradno otvoritvijo.
Otvoritvena tekma je bila prijateljska tekma med mestnima tekmecema Wigan Athletic in klubom Manchester United, ki je bil takrat aktualni evropski pokalni prvak. Uradno je stadion otvoril takratni menedžer Manchestra Sir Alex Ferguson. Prva redna tekma je bila na stadionu odigrana 7. avgusta 1999, ko sta se v tekmi druge divizije pomerila Wigan Athletic in Scunthorpe United. Simon Haworth je bil prvi nogometaš, ki je zadel prvi gol na rednih tekmah na tem stadionu. Athletic je tekmo dobil s 3:0.  
Wigan Warriorsi so svojo prvo tekmo na stadionu odigrali 19. septembra 1999 proti klubu Castleford Tigers in izgubili. Leta 2001 Wigan Warriors i niso izgubili nobene tekme na stadionu JJB.
7. marca 2005 je prišlo do spora med policijo in vodstvom kluba Wigan Athletic. Policija je takrat zaradi neplačanih obveznosti zavarovanja tekem v višini 300.000 funtov zagrozila, da od 2. aprila tega leta ne bo več skrbela za varnost na tekmah kluba. Ta poteza bi zagotovo pomenila, da bo moral klub igrati za zaprtimi vrati stadiona. Odločitev policije je veljala samo za tekme Wigan Athletica.
Sitacija je bila začasno rešena 8. marca, ko sta se sprti strani dogovorili, da bo policija skrbela za varnost do konca sezone. Štiri mesece kasneje, ko se je pokazala možnost, da bo klub zaigral tudi v FA pokalu, se je vodstvo odločilo poravnati sporne račune, vendar so se kasneje pritožili na sodišče, ki še vedno obravnava primer.

## Povprečna obiskanost
Wigan Warriors (Rugby League):
- 2000 povprečno število gledalcev = 10.536 v Super Liga (Evropa)
- 2001 povprečno število gledalcev = 11.334 v Super Liga (Evropa)
- 2002 povprečno število gledalcev = 10.436 v Super Liga (Evropa)
- 2003 povprečno število gledalcev = 10.387 v Super Liga (Evropa)
- 2004 povprečno število gledalcev = 12.434 v Super Liga (Evropa)
- 2005 povprečno število gledalcev = 13.894 v Super Liga (Evropa)
- 2006 povprečno število gledalcev = 14.464 v Super Liga (Evropa)
- 2007 povprečno število gledalcev = 16.039 v Super Liga (Evropa)[2]

Wigan Athletic (nogomet):
- 2000/2001 povprečno število gledalcev = 6.774 v Football League Second Division
- 2001/2002 povprečno število gledalcev = 5.771 v Football League Second Division
- 2002/2003 povprečno število gledalcev = 7.283 v Football League Second Division
- 2003/2004 povprečno število gledalcev = 9.530 v Football League First Division
- 2004/2005 povprečno število gledalcev = 11.155 v Football League Championship
- 2005/2006 povprečno število gledalcev = 20.904 v F.A. Premier League
- 2006/2007 povprečno število gledalcev = 18.159 v F.A. Premier League

### Rekordi (nogomet in ragbi)
Največ gledalcev (nogomet): 25.023 proti klubu Liverpool F.C. 11. februar 2006 (FA Premier League)
Največ gledalcev (nogomet): 25.017 proti klubu Manchester City F.C. 26. december 2005 (FA Premier League)
Največ gledalcev (nogomet): 25.004 proti klubu Arsenal F.C. November 19, 2005 (FA Premier League)
Največ gledalcev (ragbi): 25.004, Velika Britanija proti Avstralija, 13. november 2004
Največ gledalcev (ragbi): 25.004, proti klubu St Helens , 25. marec 2005
Največ gledalcev (skupaj): 25.023 Wigan Athletic proti klubu Liverpool F.C. 11. februar 2006 (FA Premier League)